# Landdag (Østrig)
Landdag (tysk: Landtag) er betegnelse for parlamentet i de ni østrigske delstater. Landdagens delegerede bliver valgt ved almindelige, hemmelige og personlige forholdstalsvalg af stemmeberettigede statsborgere, der er bosiddende i det pågældende forbundsland. Partiet med flest stemmer bestrider endvidere posten som delstatsformand (tysk: Landeshauptmann).
Ifølge den østrigske forfatnings artikel 15 har landdagen kompetence til beslutning af al lovgivning, der ikke udtrykkeligt ligger på forbundsstatsligt niveau. Funktionsperioden for landdagene er fem år, undtagen i Oberösterreich hvor den seks år.

## Kompetencer
Forbundslandene har lovgivningskompetence inden for alle områder, der i forfatningen ikke udtrykkeligt er givet til forbundsstaten. Landdagen er derfor bl.a. ansvarlig for følgende områder:
- Forbundslandsforfatningen
- Kommunernes anliggender
- Organisering af forbundslandenes embedsfunktioner
- Børnehaver
- Natur- og landskabsbeskyttelse
- Byggetilladelser
- Planområdet
- Fremme af boligbyggeri
- Afløb og affaldsbortskaffelse
- Vejvæsen (undtagen Bundesstraßen (statsveje))
- Handel med landbrugs- og skovarealer
- Handel med grundarealer med udlændinge
- Skatter på drikkevarer
- Jagt og fiskeri
- Sport, skiskoler og bjergførere
- Socialhjælp
- Handicappleje
- Sædelighedspolitik
- Katastrofehjælp og redningsvæsen
- Kulturstøtte
- Landbrugsstøtte
- Hospitaler

Forbundslandsforfatningen må ikke være i modstrid med Østrigs statsforfatning. Uenighed om lovgivningskompetence mellem staten og forbundslandene afgøres af Østrigs forfatningsdomstol. 